# سعيد رمضان
سعيد رمضان،(1926 - 1995)م، أحد الرعيل الأول من قيادات جماعة الإخوان المسلمين وزوج ابنة حسن البنا مؤسس جماعة الإخوان المسلمين والسكرتير الشخصي له، وهو من قادة الإخوان في أوروبا وأحد الإخوان الأوائل المؤسسين للعمل الإسلامي في أوروبا وألمانيا علي وجه الخصوص
- قاد متطوعي الإخوان المسلمين في حرب فلسطين عام 1948 م،
- رحل إلى جنيف في عام 1958 ودرس الحقوق فيها.[1][2][3]
- أسّس المركز الإسلامي في جنيف، وواصل إصدار "مجلة المسلمون" كبديل لمجلة "الشهاب" واستمرارا لها فكان صاحب امتيازها ورئيس تحريرها، وهي مجلة إسلامية شهرية كانت تصدر في الخمسينيات والستينيات ويكتب فيها العلماء المسلمون المعروفون وقادة الفكر، وكبار الدعاة والزعماء المصلحين، فحققت انتشارا واسعا في ارجاء العالم الإسلامي، اذ قد صدرت بسورية فترة من الزمن بإشراف الدكتور مصطفى السباعي ثم في جنيف بإشراف د.سعيد رمضان".
- وأسس في ألمانيا ما أصبحت واحدة من المنظمات الإسلامية الثلاث هناك، الجمعية الإسلامية في ألمانيا، التي ترأسها من 1958 إلى 1968.
- وأحد مؤسسي رابطة العالم الإسلامي
- وهو والد الداعية طارق رمضان، والداعية هاني رمضان رئيس المركز الإسلامي في جنيف, وأيمن وبلال وياسر وأروة
- حكم عليه القضاء المصري غيابياً بالإعدام لمشاركته في مؤامرة اغتيال الرئيس جمال عبد الناصر

## وصلات خارجية
- الداعية الموفق د. سـعيد رمضـان (أبو أيمن), الشبكة الدعوية
- سعيد رمضان.. الحياة في سبيل فكرة، إخوان أون لاين، 26 مارس 2009م
- الداعية الموفق د. سعيد رمضان (أبو أيمن)، ينابيع تربوية
- الدين ثم الوطن، بقلم سعيد رمضان